# Centre de liaison de l'enseignement et des médias d'information
 (juillet 2020).
Si vous disposez d'ouvrages ou d'articles de référence ou si vous connaissez des sites web de qualité traitant du thème abordé ici, merci de compléter l'article en donnant les références utiles à sa vérifiabilité et en les liant à la section « Notes et références ».
 (juillet 2020).
Le Centre de liaison de l'enseignement et des médias d'information (CLEMI), appelé aussi Centre pour l'éducation aux médias et à l'information, est un service de Réseau Canopé, opérateur public sous tutelle du ministère français de l'Éducation nationale. Installé à Paris, le CLEMI est chargé de l'éducation aux médias dans l'ensemble du système éducatif, jusqu'à la fin du secondaire. 
Dirigé par Serge Barbet, ancien journaliste en presse écrite, ex-conseiller ministériel chargé de l'éducation à la citoyenneté, le CLEMI dispose d'un conseil d’orientation et de perfectionnement présidé par Nathalie Sonnac. Celui-ci s'appuie sur un réseau de coordonnateurs académiques, eux-mêmes placés sous l'autorité des recteurs, sur l'ensemble du territoire national.
Le CLEMI a pour mission la formation des enseignants en éducation aux médias et à l'information, la production ou la coproduction de ressources pédagogiques et la promotion d'une pratique citoyenne des médias à l'école, au collège et au lycée. Il anime aussi des actions éducatives et pédagogiques, dont la « Semaine de la presse et des médias dans l’école » qui s'adresse chaque année (en mars) à près de 4,5 millions d’élèves, mobilisant 210 000 enseignants dans 17 000 établissements scolaires (y compris dans l'ensemble des établissements français à l'étranger).

## Historique
En 1976, le ministre René Haby adresse à l’inspection générale une lettre suivie des premières circulaires autorisant l’introduction à l'école de la presse d’information comme support pédagogique dans les programmes des différentes disciplines dans le strict respect par les professeurs du code de déontologie de leur métier (neutralité d’opinion). L’objectif est pédagogique, la comparaison de différentes sources doit permettre l’évaluation critique et de « bien distinguer entre les faits et leur interprétation ».
En avril 1982, est publié le rapport d’orientation de Jacques Gonnet et Pierre Vandevoorde au ministre Alain Savary sur « L’introduction des moyens d’information dans l’enseignement ».
En avril 1983, Alain Savary crée le Centre de Liaison de l'Enseignement et des Moyens d’Information (CLEMI) par arrêté ministériel pour « promouvoir, notamment par des actions de formation, l’utilisation pluraliste des moyens d’information dans l’enseignement afin de favoriser une meilleure compréhension par les élèves du monde qui les entoure tout en développant leur sens critique ».
Le 25 mars 1993, un décret confirme la mission confiée au CLEMI.
Le 28 mars 2007, par décret, le CLEMI devient le Centre de Liaison de l'Enseignement et des Médias d’information ; il constitue un service du réseau Canopé (anciennement CNDP, Centre National de Documentation Pédagogique). Le CLEMI est « chargé de l’éducation aux médias dans l’ensemble du système éducatif ».

### Contexte
Dès le début des années 1960, un intérêt très fort se manifeste autour de l’introduction d’une forme d’éducation à la presse, à l’image et aux médias, parmi les éducateurs, les journalistes et certains réalisateurs[réf. nécessaire]. L’Association Presse Information Jeunesse (APIJ) inscrit l’introduction des moyens d’information dans l’enseignement comme l’un de ses objectifs prioritaires. Lors d’un colloque à Rennes en 1971, cette association, regroupant des journalistes de toutes tendances, propose une charte de la presse à l’école. 
La relation étroite entre professionnels des médias et de l’éducation autour de la place des médias dans l’opinion, les savoirs et les représentations sociales (une question rendue plus vive encore après mai 1968) constitue une des caractéristiques originales de l’éducation aux médias à la française, préconisée par le CLEMI[réf. nécessaire]. 
Du côté de l’éducation nationale, dans les mêmes années, apparaît une Initiation à la culture audio-visuelle (ICAV) portée par René La Borderie, directeur du Centre régional de documentation pédagogique (CRDP) de Bordeaux, et par la Ligue de l’enseignement. L’ICAV deviendra l’Initiation à la communication et aux médias (ICOM) sous Alain Savary. Cette expérience innovante[réf. nécessaire] liée au « collège unique » promeut une conception de la communication nouvelle pour l’époque[réf. nécessaire] : le sens d’un message se construit par la lecture et l’interprétation.
Ces perspectives sont reprises par un autre programme expérimental associant plusieurs ministères et des chaînes de télévision : l’opération Jeune Téléspectateur Actif (JTA, 1979-82) qui prend en compte les pratiques médiatiques des élèves en dehors de l’école et entend faire de l’élève un téléspectateur actif, un citoyen. 
Après JTA, l’opération « Vidéo-collège » (1985) visera la production d’images par les collégiens. 
Dans le même temps, la presse lycéenne se structure. Tout d'abord, en 1978, autour de l'Agence de Presse Lycéenne. Elle se transformera en 1980, en Actions Presse lycéennes avec la double volonté de construire un journal lycéen national et celle d'aider à la création et la pérennisation de journaux lycéens locaux. Ces initiatives conduiront en 1983 au lancement d'un concours des journaux lycéens. Cette action de structuration sera poursuivie par J. Presse, puis par Jets d'Encre, association nationale pour la promotion et la défense de la presse d'initiative jeune. [réf. nécessaire].
La création du CLEMI en 1983 par Jacques Gonnet, fondateur et directeur du CLEMI jusqu’en octobre 2004, indique la volonté que l’introduction des médias d’information, à tous les niveaux de l’école et dans toutes les disciplines, relève d’une mission d’intérêt général[réf. nécessaire] ; seul le service public a la capacité et le devoir de permettre à tous les partenaires de se situer dans cette perspective.
Deux axes principaux guideront l’action du CLEMI : la connaissance des médias et leur analyse critique ainsi que la production de médias par les élèves.

### Arrière-plan international
Le rapport Gonnet/Vandevoorde survient au moment (1982) où l’UNESCO publie la déclaration de Grünwald  à l’issue d’une réunion internationale ayant pour but « d’étudier les conséquences (…) du rôle croissant et de la généralisation des grands moyens d’information afin, d’une part, de mieux comprendre la place qu’occupent ces moyens dans la société, et l’impact de plus en plus grand qu’ils exercent dans la formation de l’opinion publique, d’autre part, d’examiner leurs répercussions sur les contenus et les méthodes d’éducation ». 
Cette déclaration qui a posé les jalons de l’éducation aux médias au niveau international, prend en compte l’importance des médias et l’obligation faite à l’école d’aider les citoyens à mieux comprendre ces phénomènes.
Elle met l’accent sur la part importante des médias dans la culture contemporaine, les systèmes nationaux se devant de « promouvoir chez les citoyens une compréhension critique des phénomènes de communication » et souligne que « les raisons qui militent en faveur d’une éducation aux médias (…) deviendront irrésistibles dans l’avenir proche avec les développements de la technologie (…) qui auront pour conséquence d’accroître les choix des utilisateurs de médias. »
En 1989, la Convention relative aux droits de l'enfant adoptée par l’UNESCO – droit à la liberté d’expression, à l’accès aux sources d’information et à la participation à la vie culturelle – permet de faire de l’éducation aux médias un droit fondamental de l’humanité. 
Depuis 1990, le CLEMI fait partie des deux collèges « Éducation » et « Communication » de la Commission française pour l’UNESCO et participe à ce titre aux groupes de travail sur l’éducation aux médias et au Sommet mondial sur la société de l'information. 
En 1990, la Commission nationale française pour l’UNESCO et le Conseil de l’Europe organisent la première conférence internationale sur l’éducation aux médias à Toulouse à laquelle participent 200 éducateurs aux médias issus de 45 pays.
En octobre 2005, un séminaire euro-méditerranéen, organisé par la Commission nationale française pour l’UNESCO avec l’UNESCO, renforce la prise de conscience des préoccupations et des attentes du public en matière d’éducation aux médias, et notamment la formation des jeunes et des professionnels de l’information.
L’UNESCO publie, en décembre 2006, dans le cadre du projet Mentor, un kit de formation à l’intention des enseignants, des élèves, des parents et des professionnels. 
25 ans après la Déclaration de Grünwald, sa pertinence est réaffirmée lors d’une rencontre internationale en juin 2007 à l’initiative de la Commission nationale française pour l’UNESCO et de l’UNESCO qui dresse un bilan des avancées enregistrées et des obstacles rencontrés dans la mise en œuvre des pratiques d’éducation aux médias au niveau international. Les participants sont invités à formuler à nouveau « des recommandations destinées à généraliser l’éducation aux médias et à mobiliser tous les acteurs concernés ». Ces recommandations qui composent l’Agenda de Paris concernent quatre grands thèmes : le développement de programmes intégrés à tous les niveaux de l’enseignement ; la formation des enseignants et la sensibilisation des différents acteurs de la sphère sociale ; la recherche et ses réseaux de diffusion et la coopération internationale en action.

### Cadre européen
Du côté de l’Union européenne, l’éducation aux médias et à l'information est d’abord envisagée sous l’angle de « la protection des mineurs et de la dignité humaine » (Livre vert de 1996, recommandation du Conseil de l’Europe 1998). En 2006, une recommandation du Parlement européen et du Conseil de l’Europe complète la recommandation de 1998, en tenant compte des développements technologiques et de l’évolution du paysage médiatique. Elle invite « les États membres à entreprendre des actions visant à permettre aux mineurs d’utiliser de manière responsable les services audiovisuels et d’information en ligne ». Cette responsabilisation des mineurs pouvant « passer par une meilleure sensibilisation des parents, des enseignants et des formateurs au potentiel des nouveaux services et aux moyens de les rendre plus sûrs pour les mineurs ».
Dans la perspective de la réalisation des objectifs que l’Union européenne s’est fixée à Lisbonne (2000), après avoir lancé une vaste consultation publique en octobre 2006 mettant l’accent sur la diffusion des bonnes pratiques locales et nationales dans le domaine de l’éducation aux médias, la Commission européenne, dans une communication de décembre 2007 intitulée " Une approche européenne de l’éducation aux médias dans l’environnement numérique " souligne « l’importance de l’éducation aux médias par rapport à la communication commerciale, aux œuvres audiovisuelles, aux contenus numériques ».
En 2008, le Parlement européen adopte une résolution « sur la compétence médiatique dans un monde numérique ». Cette résolution invite la Commission européenne (organe exécutif de l’UE) à adopter une recommandation et à « lancer un programme d’action sur la compétence médiatique dans le monde numérique ». Parmi les éléments de la compétence médiatique, figure l’éducation aux médias dans les écoles et en tant qu’élément de la formation des enseignants. Le Parlement demande que la compétence médiatique soit inscrite en tant que 9e compétence clé du cadre de référence européen pour l’éducation et la formation tout au long de la vie (dont la 8e compétence est la compétence numérique qui implique l’usage sûr et critique des technologies de la société de l’information (TSI) et des Technologies de l’information et de la communication (TIC)).
En août 2009, la Commission européenne publie sa recommandation « sur l’éducation aux médias dans l’environnement numérique pour une industrie de l’audiovisuel et du contenu plus compétitive et une société de la connaissance intégratrice ».
Le CLEMI fait partie, depuis sa création en avril 2006, du groupe d’experts en éducation aux médias de la Direction de la société de l’information et des médias de la Commission européenne. Il anime et/ou participe aux projets répondant aux appels d’offres de la Commission européenne (Programmes Mediappro, EMECE, Euromeduc, MEDRES, Educaunet, Mentor).
Le CLEMI est également membre du consortium DE FACTO aux côtés du medialab de Sciences Po, de l'Agence France-presse et de XWIKI. Cofinancé par la Commission européenne et inscrit dans l'Observatoire européen des médias numériques, ce projet favorise la compréhension de la dimension internationale des mécanismes de désinformation et la nécessité de partager les outils et les solutions pour défendre l’information de qualité.  

### Définitions
La compétence médiatique, traduction de l’expression anglophone Media literacy, évoque un ensemble de savoir, de compétences et de comportements relatifs aux médias, pouvant se développer dans et hors de l’école, éventuellement dans une démarche d’autoformation, et par le biais d’autres activités que celles proposées par l’Éducation aux médias et à l'information (EMI).
La Commission européenne, dans sa recommandation d’août 2009, la définit comme la « capacité à accéder aux médias, à comprendre et apprécier, avec un sens critique, les différents aspects des médias et de leur contenu et à communiquer dans divers contextes ». 
La compétence médiatique concerne le résultat de la démarche d’éducation aux médias et à l'information (dont l’équivalent anglophone est l’expression Media Education). 

Dans le contexte éducatif français, la définition retenue est celle que propose l’inspection générale dans son rapport, « centrée sur des objectifs de formation réalisables dans le cadre des apprentissages scolaires fondamentaux » :

« Toute démarche visant à permettre à l’élève de connaître, de lire, de comprendre et d’apprécier les représentations et les messages issus de différents types de médias auxquels il est quotidiennement confronté, de s’y orienter et d’utiliser de manière pertinente, critique et réfléchie ces grands supports de diffusion et les contenus qu’ils véhiculent »

## Fonctionnement
Le Conseil d'Orientation et de Perfectionnement (COP) du CLEMI est une instance de réflexion et de proposition qui accompagne les actions du CLEMI. Il est composé de 63 personnes représentant les pouvoirs publics, les acteurs et usagers du système éducatif et les professionnels des médias et de l’information. Il se réunit deux fois par an en séance plénière sous la présidence de Nathalie Sonnac.
Le réseau des coordonnateurs académiques du CLEMI est constitué de personnels de l'éducation nationale, placés sous autorité des recteurs. Il favorise le déploiement des projets et des actions du CLEMI sur l'ensemble du territoire national et assure un rôle de liaison entre les différents acteurs de l'éducation aux médias et à l'information au sein de chaque académie.
Le CLEMI copilote également le réseau des référents académiques en éducation aux médias et à l'information avec la direction générale de l'enseignement scolaire, conformément à la circulaire du 24 janvier 2022 - Généralisation de l'éducation aux médias et à l'information.

### Missions

#### Concours zéro cliché pour l'égalité filles-garçons
Organisé depuis 2013, ce concours s'adresse aux écoliers, collégiens et lycéens et leur demande de déconstruire les stéréotypes sexistes sur un support médiatique libre (texte, vidéo, image, affiche...). Organisé avec des partenaires tels que Causette, le site Terriennes de la chaîne TV5Monde, Les Nouvelles NEWS et le Défenseur des Droits, il est labellisé depuis 2020 par ONU Femmes et Génération égalité Voices.

### Ressources
Chaque année, le CLEMI produit pour la Semaine de la presse un dossier pédagogique envoyé à l'ensemble des 15 000 inscrits. Le dossier pédagogique est également disponible en téléchargement sur le site du CLEMI. Ce dossier est composé de fiches pédagogiques (1er et 2d degrés), de fiches-conseil et de fiches d'information destinées à accompagner les enseignants dans leurs activités d'éducation aux médias pendant cette Semaine de la presse. Le CLEMI produit également un outil numérique d'éducation aux médias ("Lire la photo avec l'Agence France Presse" en 2008, "Images de presse" avec Cartooning for Peace et Visa pour l'image en 2010, "Éduquer aux médias avec TV5 Monde" en 2011, "Les médias font leur pub" en 2012, la première application d'éducation aux médias pour tablette totalement gratuite en 2014).

### Directeurs successifs
- Jacques Gonnet : 1983 - 2004
- France Renucci : 2004 - 2014
- Divina Frau-Meigs[14] : mars 2014 - novembre 2015
- Franck Chaumont : 2015 - 2017
- Serge Barbet : depuis mai 2017